# Deichtortunnel

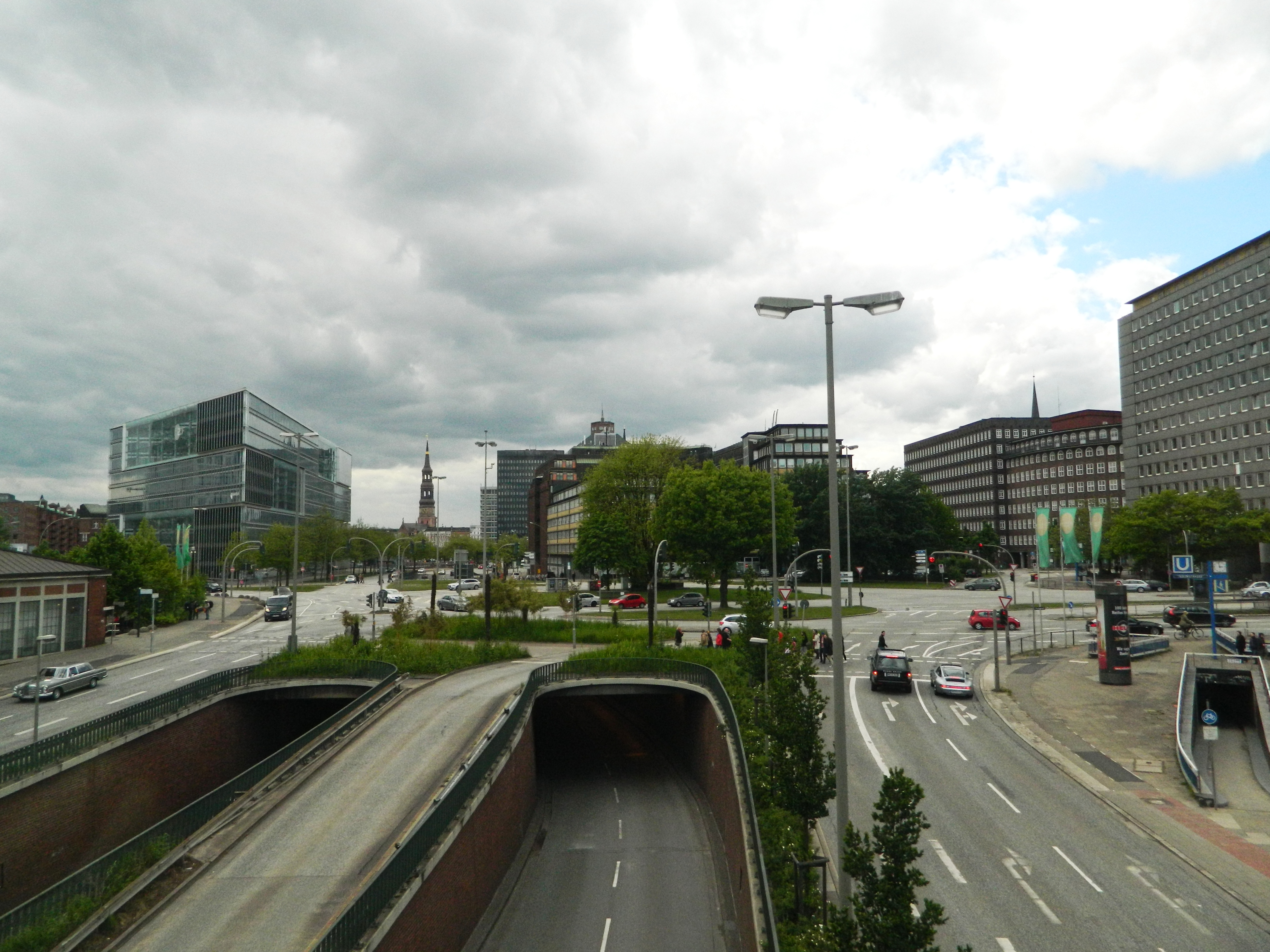
Östliche Tunneleinfahrt unter dem Deichtorplatz, im Hintergrund die Hauptkirche St. Katharinen und ein Teil des Kontorhausviertels

Der Deichtortunnel ist ein Straßentunnel im Südosten der Hamburger Innenstadt. Er wurde 1959–62 im Zuge der 1953 begonnenen Ost-West-Straße gebaut und war als Teil eines seinerzeit geplanten, weitgehend kreuzungsfreien Netzes aus Schnellstraßen und Stadtautobahnen konzipiert.
Das 130 Meter lange Bauwerk unterquert den Deichtorplatz in West-Ost-Richtung und verbindet die Willy-Brandt-Straße im Westen mit der Amsinck-, Nordkanal- und Spaldingstraße im Osten, drei wichtigen Ausfallstraßen in die östlichen Stadtteile sowie zu den Elbbrücken und zur Autobahn in Richtung Süden. Er ist Teil der Bundesstraße 4.
In technischer Hinsicht galt der Deichtortunnel als Vorbild für den benachbarten und 1963–66 erbauten Wallringtunnel: Er bekam erstmals eine Längslüftung, schallschluckende Tunneldecken sowie geflieste und leicht geneigte Wände, die den Schall an die Decke reflektieren und auf diese Weise ebenfalls zur Dämpfung des Verkehrslärms beitragen.